# Crisia elongata
Crisia elongata is een mosdiertjessoort uit de familie van de Crisiidae. De wetenschappelijke naam van de soort is voor het eerst geldig gepubliceerd in 1838 door Milne Edwards.